# Torrente Sapillone
Torrente Sapillone este o arie protejată (arie specială de conservare — SAC, sit de importanță comunitară — SCI) din Italia întinsă pe o suprafață de 669 ha, integral pe uscat.

## Localizare
Centrul sitului Torrente Sapillone este situat la coordonatele 37°09′20″N 14°54′53″E / 37.155599°N 14.914669°E.

## Înființare
Situl Torrente Sapillone a fost declarat sit de importanță comunitară în septembrie 1995 pentru a proteja 1 specie de plante și 3 specii de animale. Situl a fost protejat și ca arie specială de conservare în decembrie 2017.

## Biodiversitate
Situată în ecoregiunea mediteraneană, aria protejată conține 9 habitate naturale: Păduri de Platanus orientalis și Liquidambar orientalis (Platanion orientalis), Pajiști umede mediteraneene cu ierburi înalte de Molinio-Holoschoenion, Pseudostepă cu ierburi și specii anuale de Thero-Brachypodietea, Pante stâncoase calcaroase cu vegetație casmofită, Tufărișuri termo-mediteraneene și de pre-deșert, Păduri de Quercus ilex și Quercus rotundifolia, Sarcopoterium spinosum phryganas, Matorral arborescenți cu Laurus nobilis, Păduri de stejar alb estice.
La baza desemnării sitului se află mai multe specii protejate:
- plante (1): Dianthus rupicola
- păsări (2): Alectoris graeca whitakeri, Falco biarmicus
- reptile (1): elaphe situla (Zamenis situla)

Pe lângă speciile protejate, pe teritoriul sitului au mai fost identificate 36 de specii de plante, 3 specii de păsări, 3 specii de amfibieni, 1 specie de mamifere, 279 de specii de nevertebrate, 7 specii de reptile.